# Пыхта
Пыхта — река в России, протекает по Кезскому и Дебёсскому районам Удмуртии. Устье реки находится в 458 км по правому берегу Чепцы. Длина реки составляет 34 км, площадь бассейна — 229 км². В 9,6 км от устья принимает слева реку Тортымка.
Исток реки в Кезском районе Удмуртии километром восточнее деревни Фокай и в 20 км восточнее посёлка Кез неподалёку от границы с Пермским краем. Генеральное направление течения — юг, в среднем течении перетекает в Дебёсский район.
Большая часть течении проходит по лесному массиву. На реке стоят деревни Фокай, Спиреныши (Кезский район); Нижняя Пыхта (Дебёсский район). Притоки — Лубейка, Пыхта 1-я (левые); Тортымка, Дегешур (правые).
Впадает в Чепцу двумя рукавами у деревни Нижняя Пыхта. Ширина реки у устья 10 метров, скорость течения 0,3 м/с.

## Данные водного реестра
По данным государственного водного реестра России относится к Камскому бассейновому округу, водохозяйственный участок реки — Чепца от истока до устья, речной подбассейн реки Вятка. Речной бассейн реки — Кама.
Код объекта в государственном водном реестре — 10010300112111100032417.